# Raid de Zouerate (1975)
Pour les articles homonymes, voir Bataille de Zouerate.
Guerre du Sahara occidental
Batailles
Le raid de Zouerate a lieu le 29 décembre 1975. Un commando du Front Polisario bombarde les installations de la centrale électrique qui alimente les mines de fer de Zouérate, sans véritable succès.

## Déroulement
Le 29 décembre 1975, un commando du Front Polisario atteint les abords de Zouerate et bombarde au mortier 82-PM-41 la centrale électrique qui alimente les mines de fer de la ville. Plus d'une vingtaine d'obus de 82 millimètres sont tirés, dont l'un d'eux tombe sans exploser dans la salle des machines de la centrale électrique. La ville étant à ce moment-là vulnérable et protégée par seulement 60 gendarmes, les polisariens peuvent s'emparer facilement de Zouerate et notamment des ingénieurs et techniciens français travaillant sur place mais ne le font pas.